# 르네 톰
르네 프레데리크 톰(프랑스어: René Frédéric Thom IPA: [ʁəne fʁedeʁik tom], 1923년 9월 2일 - 2002년 10월 25일)은 프랑스의 수학자이다. 보충 경계 이론을 발견한 공로로 1958년에 필즈상을 수상하였다. 급변 이론(영어: catastrophy theory)이라는 독창적인 방법의 기초를 닦은 수학자로 잘 알려져 있다.

## 생애
톰은 1923년 프랑스의 작은 도시 몽벨리아르에서 태어났다. 생-루이 고교(Lycée Saint-Louis)와 파리의 고등사범학교에서 수학했다. 그는 니콜라 부르바키의 창시자 중 하나인 앙리 카르탕을 통해 위상수학에 입문했는데, 그를 지도교수로 하여 1951년 파리 대학교에서 박사학위를 받았다. 그때의 박사학위 논문에는 훗날 그에게 필즈상을 선사하는 보충 경계 이론의 기본 아이디어가 이미 제시되어 있었다. 르네는 지도교 수 앙리 카르탕을 비롯한 엄격하고 형식주의적인 니콜라 부르바키로부터 많은 것을 배웠다. 그러나 자유분방하며 직관적인 성향의 그는 이러한 경향에 완전히 동조하지 않았는데, 이는 나중에 그가 수학을 떠나게 된 원인이 되었을 것이다. 한편 그는 그르노블(1953년~1954년)과 스트라스부르 대학교(1954년~1963년)에서 교수직에 임용되어 수학을 가르쳤다. 1964년 파리 근교 뷔르쉬르이베트에 위치한 연구소 IHÉS로 옮겨 번거로운 의무에 시달리지 않고 죽을 때까지 자유롭게 연구할 수 있게 되었다. 1976년에 그는 프랑스 과학 아카데미 회원이 되었다.
그의 초창기 연구 분야는 미분위상수학이었다. 이 분야에서 그는 나중에 톰 공간, 톰 특성류로 불리는 수학적 대상들을 연구했고, 톰 횡단 정리 같은 중요한 결과들을 남겼다. 게이지 이론을 사용하여 조사된 톰 추측(Thom conjecture)은 그의 업적의 또다른 예이다. 특히 1954년 그가 밝힌 보충 경계 이론으로 1958년에 필즈상을 수상한다. 러시아 수학자인 레프 폰트랴긴은 어떤 조건하에서 콤팩트한 {\displaystyle n}차원 다양체가 어떤 {\displaystyle n+1}차원 경계다양체의 경계가 될 수 있는지를 결정해야 했다. 그가 발견한 이 조건이 충분하다는 것을 입증한 것이 바로 보충 경계 이론이다. 필즈상 위원회가 공식적으로 언급한 공헌은 다음과 같다.
| “ | In 1954 invented and developed the theory of cobordism in algebraic topology. This classification of manifolds used homotopy theory in a fundamental way and became a prime example of a general cohomology theory. 1954년에 대수적 위상수학의 보충 경계 이론을 발견. 다양체의 이에 의한 분류는 호모토피 이론을 기본적으로 사용한 것이며, 일반 코호몰로지 이론의 중요한 예가 되었음. | ” |
|   | — 1958년 필즈상 |   |

하인츠 호프는 톰에게 필즈상을 직접 시상하였으며, 톰에 대하여 "그의 업적이 매우 직관적이면서도 간결하고 풍성한 것"이라고 말했다.
차후 그는 특이점 이론(singularity theory)으로 전향하는데, 사실 급변 이론(catastrophe theory)도 이 특이점 이론의 특수한 경우라고 할 수 있다. 1960년에서 1969년 사이 발표했던 심층적인 논문에서 계층화된 동위체 이론을 발전시켰다. 1960년에 톰이 독일 본에서 미분 가능한 사상의 안정성에 관해 강의한 내용은 1969년에서 1970년 1년간 리버폴 대학에서 열린 특이점에 관한 심포지엄 와중에 출판되기도 했으며, 그의 아이디어를 이용하여 훗날 다른 수학자가 새로운 정리를 증명하기도 했다.
1968년부터 1972년 사이에 톰은 생물학과 사회학에 자주 등장하는 형태 변화를 수학적으로 나타낼 수 있는 방법을 연구하여, 1972년 발표한 책 《구조적 안정성과 형태형성》(영어: Structural Stability and Morphogenesis)에서 급변 이론을 주장하였다. "급변" 이론이란 이름에서 알 수 있듯 이는 급격한 변화를 기술하는 새로운 관점을 제시한 이론으로서 학계에 큰 충격을 주었다. 그러나 정량적 예측을 이끌어내기 어려운 이론이라 다른 수학자들의 많은 비판을 받았다. 그는 말년에 전문적인 수학 연구에서 멀어져 보다 더 일반적인 철학적 담론에 치중하였다. 급변(catastrophe)의 구조를 통해 과학의 인식론적, 철학적 문제에 대해 많은 저술을 남겼으며, 아리스토텔레스의 저술을 재평가하기도 했다. 그가 수학에서 멀어진 하나의 요인은 알렉산더 그로텐디크의 존재였다. 그로텐디크의 현란한 수학적 재능과 업적은 자신으로 하여금 다른 분야에 더 많은 관심을 갖게 했다고 톰은 여러 번 말하곤 했다.
| “ | 그로덴티크와의 관계는 그리 만족스러운 건 아니었지만 그의 우월함은 압도적이었다. 그의 세미나는 파리의 모든 수학자들을 매료시켰지만 내게는 그들에게 내세울 새로운 것이 없었다. 나는 그로 인해 엄격한 수학의 세계를 벗어나 좀 더 일반적인 개념의 세계로 나아가게 되었다. | ” |

그는 대수적 위상수학과 미분기하학 분야에서 많은 업적을 남겼을 뿐 아니라, 생애 마지막 20년은 자유로운 사색가로 살았다.
| “ | 누군가가 계산을 하고 있다면, 다른 누군가는 꿈을 꾸어도 좋지 않겠는가? | ” |

톰은 몸담고 있던 IHÉS가 있는 뷔르쉬르이베트에서 2002년에 사망하였다.

## 저서
- 《Semiophysics: A Sketch》 (1990년)
- 《Structural Stability and Morphogenesis》 (1972년)

## 참고 문헌
1. 1 2  김원기, 《수학의 노벨상, 필즈상 이야기》, 살림출판사, 2010년. 104쪽
2. ↑  Thom, René (1972). 《Structural Stability and Morphogenesis》. W. A. Benjamin. ISBN 0-201-40685-3.

- O’Connor, John J.; Robertson, Edmund F. (2003년 10월). “르네 톰”. 《MacTutor History of Mathematics Archive》 (영어). 세인트앤드루스 대학교.
- “르네 톰”. 《수학 계보 프로젝트》 (영어). 미국 수학회.
- Nimier, Jacques. “Meeting René Thom: How the motivation of a discipline fits the personality” (영어). 2011년 7월 20일에 원본 문서에서 보존된 문서. 2011년 7월 20일에 확인함. (톰과의 인터뷰)